# Donbass Donetsk
Le HK Donbass Donetsk (en ukrainien : ХК Донбас Донецьк) est un club de hockey sur glace de Donetsk en Ukraine. Il a évolue en KHL de 2012 à 2014. À la suite des instabilités régionales lors de la guerre du Donbass et de la destruction du Palais des sports Droujba, l'équipe retire sa participation à saison 2014-2015. En 2015, le club participe à la PKL, le championnat ukrainien.

## Historique
Le club est créé en 2004. En 2008, il intègre la Vychtcha Liha. Il évolue dans la VHL lors de la saison 2011-2012 avant d'être accepté dans la KHL en 2012.
À la suite de la destruction du Palais des sports Droujba, l'équipe ne peut participer à la saison 2014-2015. En 2015, le club participe à la PKL, le nouveau nom du championnat national ukrainien.

## Palmarès
- Championnat d'Ukraine
  - Vainqueur (8) : 2011, 2012[N 1], 2013[N 1], 2016, 2017, 2018, 2019, 2021.
- Coupe continentale: 2013[1].

### Saisons en KHL
| Saison    | PJ | V  | VP | VF | DP | DF | D  | BP  | BC  | Pts | Classement | Séries éliminatoires      |
| --------- | -- | -- | -- | -- | -- | -- | -- | --- | --- | --- | ---------- | ------------------------- |
| 2012-2013 | 52 | 17 | 2  | 5  | 6  | 1  | 21 | 134 | 142 | 72  | 18e/26     | Non qualifié              |
| 2013-2014 | 52 | 27 | 3  | 4  | 0  | 2  | 18 | 135 | 99  | 97  | 6e/28      | Dinamo Riga HC Lev Prague |